# Die Hochzeit des Mönchs

Die Hochzeit des Mönchs, Leipzig, 1885, Originalausgabe, Zweitauflage

Die Hochzeit des Mönchs ist der Titel einer 1884 veröffentlichten Novelle von Conrad Ferdinand Meyer. Erzählt wird am Beispiel des Mönchs Astorre der Konflikt zwischen Gelübde und weltlichem Leben, «zwischen scheinbarer Existenz und wahrem Wesen», der nach einer weiteren moralischen Grenzüberschreitung bei zwei Verlobungen tragisch eskaliert.

## Inhalt

### Rahmenhandlung
Die Haupthandlung ist in eine Rahmenerzählung eingebettet, die Anfang des 14. Jhs. in Verona spielt. Der autokratische Stadtherrscher Congrade Scalinger gehört den Ghibellinen, der Kaiser-Partei, an und hat den aus Florenz vertriebenen Dante Alighieri bei sich aufgenommen. An einem kalten Novembertag hat «der jugendliche Herrscher» in seinem Palast eine heiter gestimmte junge höfische Gesellschaft mit einem Hofnarren um sich versammelt. Am warmen Kamin sitzt der Fürst mit «zwei blühenden Frauen», seiner Frau Diana und seiner Geliebten Antiope, und lässt sich von seinen Gästen mit Geschichten zum Thema «plötzlicher Berufswechsel» unterhalten. Als der Florentiner Poet den Saal betritt, bittet er ihn um einen Beitrag, «das Spielzeug eines kurzweiligen Geschichtchens, ohne es zu zerbrechen». Dem Dichter fällt spontan dazu die tragische Geschichte des Mönches Astorre ein, die er aus einer Grabsteininschrift im Franziskanerkloster von Padua entwickelt: Azzolinus (der Stadtvogt Ezzelin) habe hier den Mönch Astorre und seine Frau Antiope begraben. Dante erklärt, dieser Mönch sei «nicht aus eigenem Triebe, nicht aus erwachter Weltlust oder Weltkraft, nicht weil er sein Wesen erkannt hätte, sondern einem andern zuliebe, unter dem Druck eines fremden Willens […] untreu an sich» geworden. Der Gastgeber ahnt ein schlimmes Ende der Geschichte und kommentiert: «[W]er gestoßen wird, springt schlecht».

### Binnenerzählung
Die Binnenhandlung spielt während der Regierungszeit Kaiser Friedrichs II. im mit ihm verbündeten Padua und handelt von Konfliktsituationen und Lebensentscheidungen des jungen Astorre. Wie in seiner Familie Vicedomini üblich, wird einer der Söhne Geistlicher. In diesem Fall fühlt sich Astorre dafür berufen, während sein ältester Bruder Umberto als Chef des Hauses die Familientradition fortsetzen soll und zwei weitere Brüder sich im Militärdienst auszeichnen wollen. So tritt Astorre als 15-Jähriger ins Kloster ein und legt das Gelübde ab. Bei einer Amtshandlung, die ihn besonders beeindruckt hat, soll er als geistlicher Beistand dem wegen seiner Opposition zum Regenten Ezzelin zum Tode verurteilten Grafen Canossa vor seiner Hinrichtung die Beichte abnehmen und erlebt, wie dessen kleine Tochter Antiope ihren Kopf neben den des Vaters auf den Richtblock legt, um mit ihm zusammen enthauptet zu werden. Dieses ihn rührende Bild der Kindesliebe taucht in seiner Erinnerung wieder auf, als er später der in Ungnade gefallenen Familie begegnet.
Während der Hochzeitsfeier seines Bruders Umberto, der sich nach dem Tod seiner Frau aus Standesgründen mit der jungen Diana aus der reichen Familie Pizzaguerra verheiraten will, ohne sie zu lieben, kommt es nach 15 Klosterjahren zu einem Bruch im Leben des 30-jährigen Mönchs. Das festlich geschmückte Boot des Brautpaares kentert auf der Brenta, und der Bräutigam und seine drei Söhne aus der ersten Ehe ertrinken. Astorre zieht Diana aus dem Fluss und rettet sie vor dem Ertrinken. Dass sie sich dabei in ihn verliebt, erfährt er erst später.
Durch dieses Unglück ist die Erbfolge in der Familie abgebrochen, denn die beiden Soldaten sind in Kriegen ums Leben gekommen. Astorres sterbenskranker Vater spielt ihm seine Todesstunde vor und setzt ihn unter Druck, ihm seinen letzten Willen zu erfüllen: sein Nachfolger und der Retter des Familienbetriebs zu werden. Er soll sein Glaubensgelübde widerrufen und die vermögende Diana heiraten, da sonst seine Familie aussterben werde. Der Vater hat für einen solchen Fall bereits die Auflösung des Gelübdes von der Kirchenbehörde in Rom auf einem Pergamentblatt mit dem päpstlichen Siegel zugesichert bekommen. In dieser Situation unterwirft sich Astorre gegen seine innere Überzeugung «unter dem Druck eines fremden Willens» der väterlichen Forderung und übernimmt das familienpolitische Arrangement mit den Pizzaguerras.
In der Öffentlichkeit wird seine Entscheidung gegen sein Mönchsgelübde und für die Familie kritisch beurteilt, denn einige verehren den «Stadtmönch von Padua» wegen seiner Hilfen für die Ärmsten als musterhaften Mönch und sogar als Heiligen. Der Vogt hätte das Familienerbe gerne für eine öffentliche Einrichtung genutzt, stellt ihm Gewissensfragen und erinnert ihn an sein Gelübde. Aber da Astorre bei seinem Entschluss bleibt, drängt er darauf, durch eine schnelle Heirat die öffentlichen Diskussionen zu beenden. Astorre lädt die grossen Adelsgeschlechter der Stadt ein, darunter auch die in Ungnade gefallene Familie Canossa. Kurz vor der Hochzeitsfeier begegnet er der inzwischen 15-jährigen Antiope vor der Bude eines Schmuckhändlers. Bei der Auswahl eines Ringes für seine Braut fällt einer der Ringe zu Boden, rollt auf die andere Seite des mit Passanten dicht gefüllten Weges, wird von einer Magd aufgehoben und ihrem Fräulein, Antiope, an die Hand gesteckt. Ihre nach der Enthauptung ihres Mannes verwirrte Mutter Olympia sieht darin eine Entscheidung des Schicksals. Nach dem Ringtausch Astorres mit Diana auf der Hochzeitsfeier im Vicedomini-Palast beleidigt sie die hochgewachsene Braut, indem sie die grazile Gestalt ihrer Tochter rühmt, und behauptet mit der ersten Ringgabe auf der Brücke sei deren Ehe mit Astorre vereinbart worden und die zweite an Diana sei ungültig. Der irre Auftritt eskaliert, als Diana die Beherrschung verliert und ihr Schlag nicht die Mutter, sondern die Tochter trifft. Die Feier wird abgebrochen, und die Frauen werden nach Hause gebracht. Astorres Freunde, Ascanio, der Neffe des Herrschers, und Germano, Dianas Bruder, beraten Problemlösungen.
Germano will die Ehre der am Skandal unschuldigen Antiope wiederherstellen, indem er sie heiratet, und Astorre soll sein Brautwerber sein. Als dieser bemerkt, dass die Hilfe des Freundes nicht uneigennützig ist, weil er sich in das Mädchen verliebt hat, reagiert er eifersüchtig und entdeckt seine eigene Liebe zu Antiope. Diese lehnt die Werbung Germanos ab, und nachdem dieser beleidigt den Canossa-Palast verlassen hat, gestehen sich Astorre und Antiope ihre Liebe. Astorre gerät in einen emotionalen Rausch und bricht ein zweites Mal ein Gelübde, diesmal Diana gegenüber. Er besticht einen Mönch, der gerade in der Hauskapelle zum dritten Todestag des Grafen eine Messe liest, mit Goldstücken, ihn mit Antiope zu trauen. Als diese Heirat in der Stadt bekannt wird, bringen Ezzelins Soldaten die beiden zu ihrer Sicherheit in Astorres Palast, und der Stadtherrscher ruft die streitenden Parteien zu einer Verhandlung, in der er versucht, die Situation durch Entschädigungen und Entschuldigungen zu beruhigen: Die Pizzaguerras erhalten die Bergwerke der Vicedominis, Diana gibt ihrem Bräutigam den Ring zurück, und Astorre darf Antiope heiraten. Am Abend soll der Konflikt im Rahmen eines Volksfestes bei der traditionellen Hochzeitsfeier mit Masken beigelegt werden. Dabei soll Antiope Diana um die Rückgabe ihres vom Bräutigam angesteckten Ringes bitten und ihr ihn vom Finger ziehen. Doch Diana hält sich, als Jagdgöttin verkleidet, nicht an die Vereinbarung und ersticht bei der Ringzeremonie ihre Rivalin mit einem Pfeil. Astorre vermutet ihren Bruder Germano als Täter und tötet ihn mit demselben Pfeil, läuft aber beim Angriff in dessen Schwert. Der herbeieilende Ezzelin findet das nebeneinander auf dem Boden liegende Paar.
Damit schliesst Dante seine Erzählung und verlässt ohne einen weiteren Kommentar den Raum.

## Form
Meyer verwendet, wie in vielen seiner Werke, auch im Mönch die Rahmenform mit zwei Erzählern, den auktorialen, hinter dem sich der Autor verbirgt, für die ganze Novelle und Dante für die Binnenerzählung.
Mehrmals unterbricht der Dichter seinen Vortrag, und die Zuhörer stellen Fragen, machen Vorschläge für die Weiterführung, und er kommentiert das Geschehen. So bindet er sein Publikum in den Erzählvorgang ein und lässt es am Verlauf der Handlung und an möglichen Interpretationen teilnehmen. Auch stattet er einige Figuren mit Merkmalen der Bediensteten aus (Narr Gocciola, Majordom Burcardo) oder benennt sie nach den Gästen (u. a. Germano, Ascanio, Isotta), die dies als unterhaltsames Spiel auffassen. Von besonderer Brisanz ist die Übertragung der Namen von Congrandes Frauen, Diana und Antiope, auf eine ähnliche Konstellation in der Erzählung.
Nach von Wiese wird durch den Rahmen, «in dem das Erzählte seine nochmalige Spiegelung bis in die Identität und Nicht-Identität der Personen hinein» erhalte, «das Wie des Erzählens bedeutsam. Das Kunstvolle in der Verknüpfung der Vorgänge, das Symbolische im geschichtlichen Bezug der Menschen mit- und untereinander und das Vordeutende in den […] auf ein Verhängnis hinweisenden Zeichen.»

## Rezeption
Meyers Mönch-Novelle zählt u. a. wegen der Thematisierung von ethischen Konfliktsituationen weitgehend übereinstimmend zum traditionellen Literaturkanon. Diskutiert werden in der Literaturkritik v. a. die historischen Schwerpunkte und die Gestaltungsmerkmale des Autors z. B. im Vergleich zu denen Gottfried Kellers.
Für v. Wiese gehört Meyers Novelle «zu seinen reifsten und geformtesten Schöpfungen». Die «kunstvolle Komposition» sei «bis ins einzelne durchdacht, die Verknüpfung von Rahmen- und Binnengeschichte auf geistvolle Weise durchgeführt». Die Gestalten seien «in deutlich erkennbarer Zuordnung aufeinander bezogen», die Handlung selbst werde «in fast pausenloser Spannung erzählt, schon zu Beginn tragisch überschattet», denn «Liebe ist», nach Dante, dem Erzähler, «selten und nimmt meistens ein schlimmes Ende». Der Autor sei sich, trotz kritischer Bedenken, bewusst gewesen, dass «Die Hochzeit des Mönchs» «einen größern Styl» als seine bisherigen Werke habe.
In der Literaturkritik wird immer wieder Meyers Vorliebe für die Rahmenform erörtert. Nach v. Wiese ermöglicht diese jedoch in der Mönch-Novelle eine vielfältige Vernetzung der höfischen Gesellschaft mit Dantes Erzählung, wobei durch die Mischung aus fiktiver Erzählung und Gespräch alle Vergleiche und Anspielungen spielerisch in der Schwebe gehalten würden. Als positiv wird auch hervorgehoben, dass der Autor mit der Rahmenform und der Einführung des Erzählers Dante «den Prozess des Erzählens selbst zum Gegenstand der Dichtung» gemacht hat. Gegeben sei nur das Ende (Grabinschrift), alles Weitere sei «Vermutung, eine Möglichkeit, die sich aus vielen andern herauskristallisiert in einem dialektischen Prozess, der während des Erzählens zwischen dem Erzähler und seinem Publikum» stattfinde.
Ein zweiter Kritikpunkt ist die Häufung von Zufällen im Handlungsablauf. So sei die tragische Verwirrung des Mönchs «weitgehend vom Spiel des Zufalls abhängig». Verteidiger Kellers argumentieren, dies verweise aber nicht auf «einen gewissen Fatalismus des Autors», sondern sei «psychologisch einleuchtend, die Folge der inneren Unsicherheit eines Menschen, der nicht aus der Überzeugung und Wahrheit seiner Natur handelt».
Auch Meyers von ihm selbst kritisierter «Manierismus», seine «epigrammatische Sprache, die knapp gezeichneten, meist statischen Bilder, die Genauigkeit, mit der die Funktionen der einzelnen Situation und Motive aufeinander abgestimmt sind», seine «feine Charakterschilderung, die edle Sprache» finden nicht nur Bewunderung, sondern lassen einige Kritiker «eine gewisse Fremde und Starrheit» empfinden. Grund dafür sei nicht nur «die Ferne der Geschichte», sondern «ein bestimmter Kunststil mit den Fehlern großer Vorsätze, der uns […] wertvolle Kunstwerke, aber nicht jene höchsten Schöpfungen genießen lässt, wie sie nur durch die völlige Verschmelzung von Kunst und Leben entstehen».

## Vertonung
- Alfred Schattmann: Die Hochzeit des Mönchs, Oper in drei Akten, Text von Arthur Ostermann frei nach Conrad Ferdinand Meyers gleichnamiger Novelle; UA: Staatsoper Dresden 1926 (Dirigent: Fritz Busch).